# Грб Нијуеа
Грб Нијуеа је званични хералдички симбол пацифичких острва Нијуе Грб се састоји од новозеланског грба у белом кругу око чијег руба се протеже натпис „Public seal of Niue - Niue“ (Јавни грб Нијуеа - Нијуе).